# Хронология вторжения России на Украину (сентябрь 2023)
Данная статья является частью хронологии широкомасштабного вторжения РФ на Украину и описывает события, произошедшие в сентябре 2023 года.

## Сентябрь

### 1 сентября

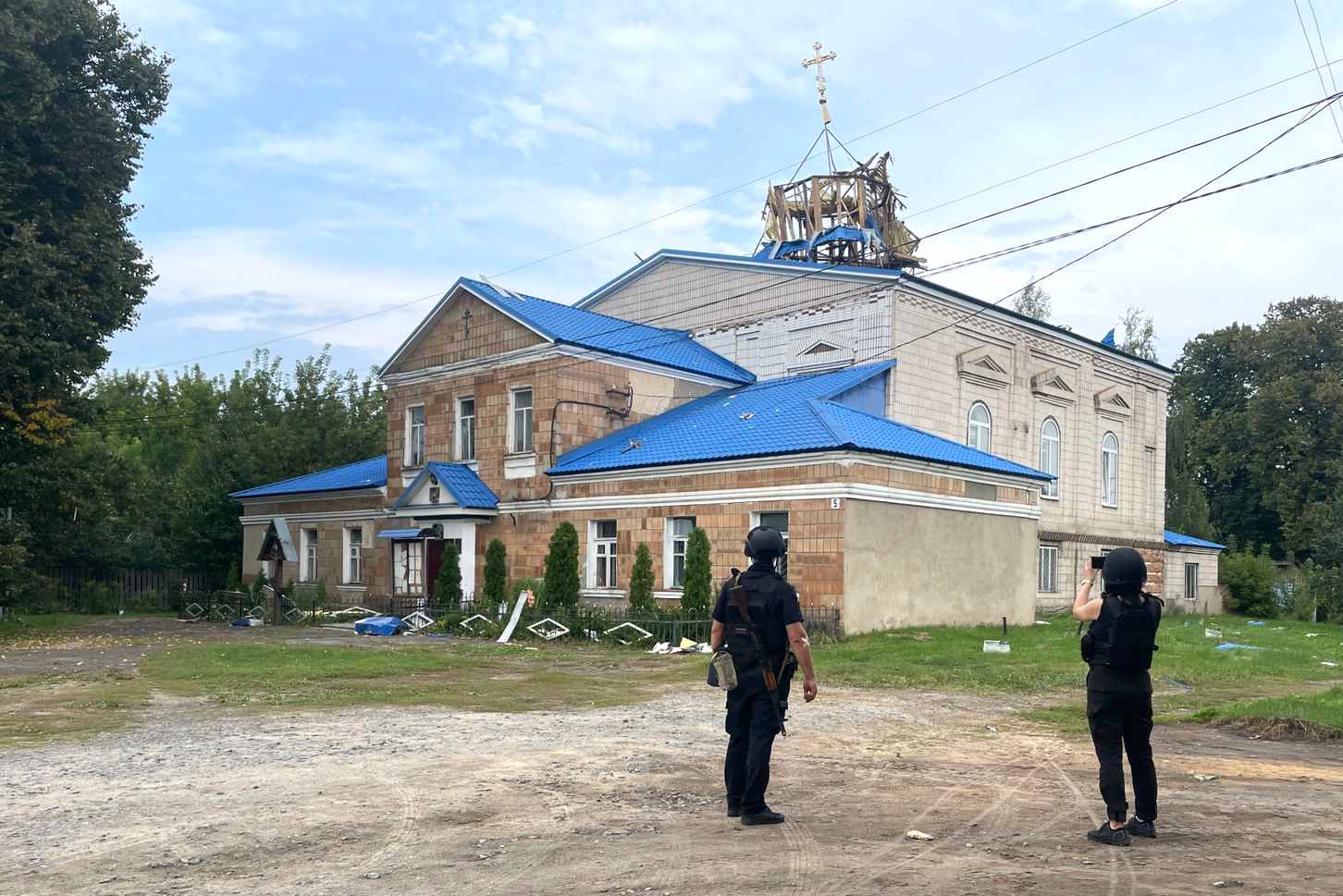
Повреждённая церковь в Середине-Буде

По данным Воздушных сил ВСУ, в ночь на 1 сентября российская армия запустила по Украине две ракеты «Калибр», одна из которых была сбита, а другая поразила частное предприятие в Винницкой области. Пострадали 8 человек. Городской совет Калиновки сообщил о повреждении зданий, автомобилей и ранении людей вследствие падения обломков ракет.
По данным украинских властей, российским обстрелом города Середина-Буда Сумской области повреждены 16 многоквартирных и 12 частных домов, объект критической инфраструктуры, 5 административных зданий, 3 учебных заведения и магазины.
Губернатор Курской области Роман Старовойт сообщил, что украинские беспилотники атаковали Курчатов. Повреждены два здания.

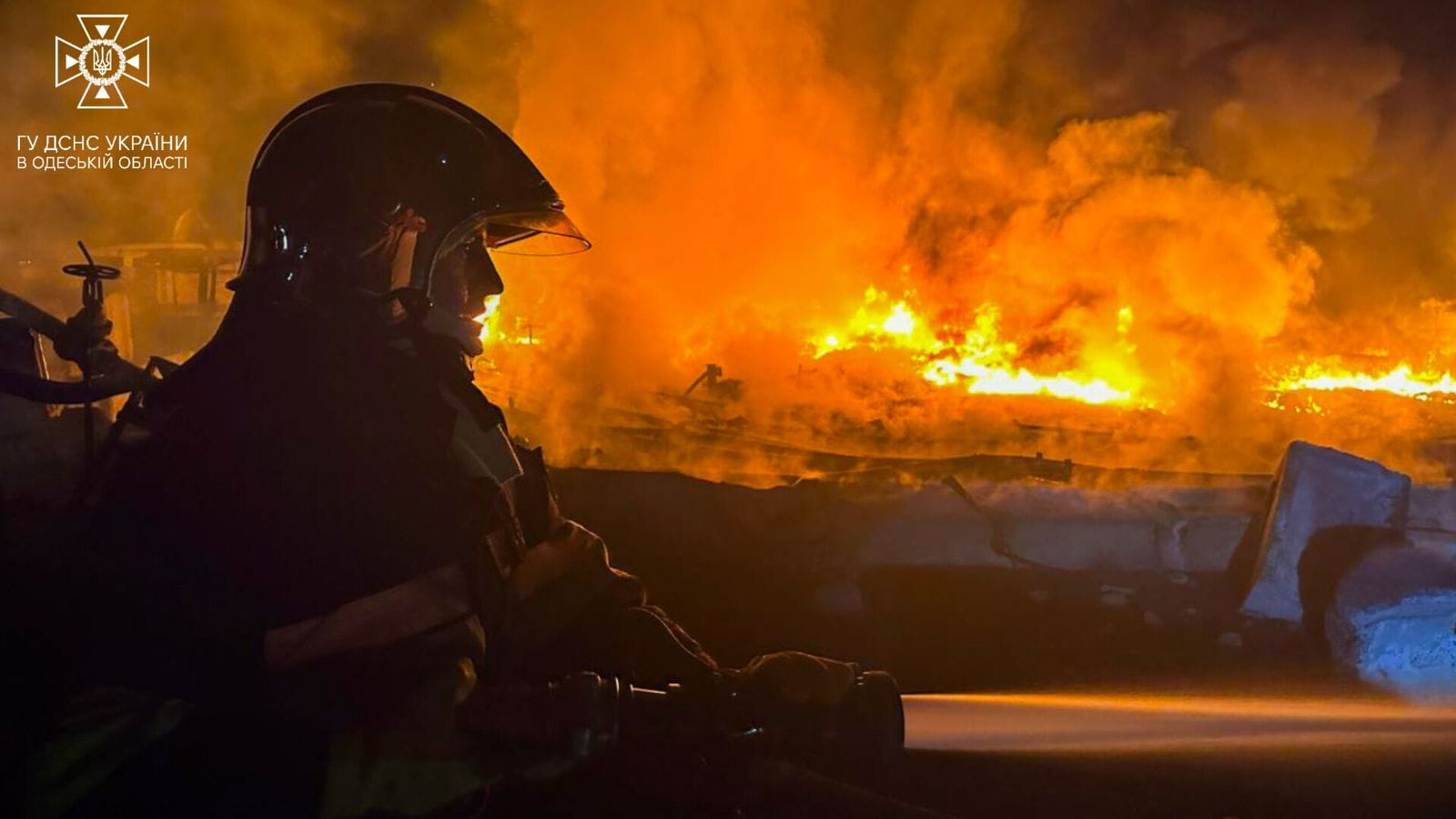
Пожар в Одесской области после удара 3 сентября

### 3 сентября
Россия нанесла удары беспилотниками по украинскому порту Рени в Одесской области, повредив портовую инфраструктуру. Два человека получили ранения. По данным воздушных сил ВСУ, было запущено 25 иранских беспилотников Shahed, из которых 22 были сбиты.

### 4 сентября

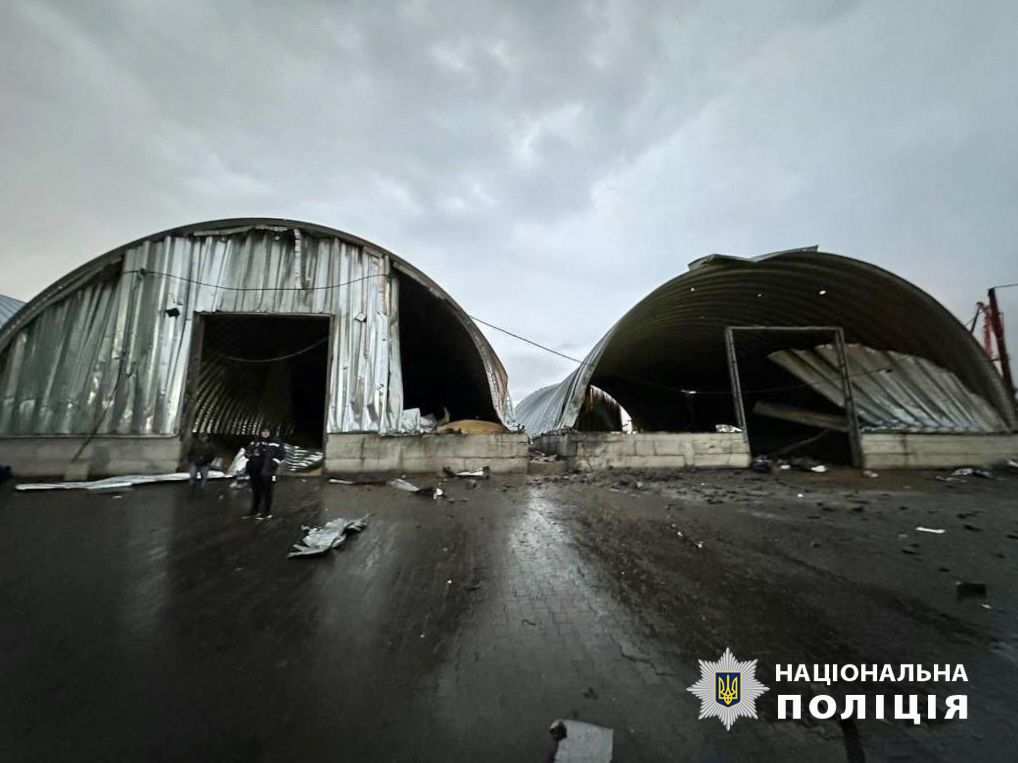
Складские помещения в Одесской области, повреждённые ударом 4 сентября

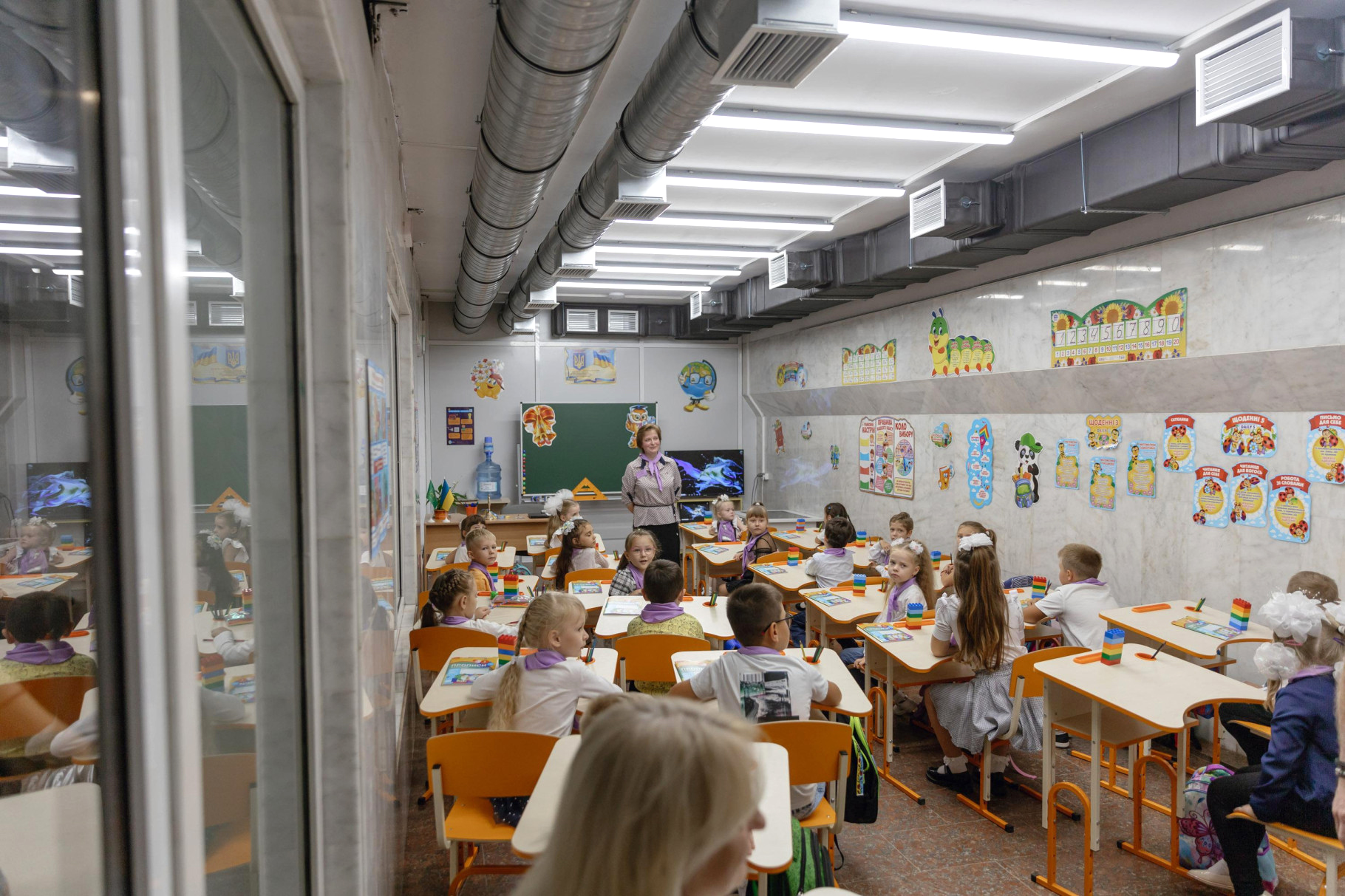
Школьный урок в Харькове, по соображениям безопасности проводимый в метро

В преддверии переговоров Владимира Путина и турецкого президента Реджепа Эрдогана Россия нанесла массированный удар по объектам в Одесской области. По словам главы региона Олега Кипера, 17 дронов были сбиты, но в Измаильском районе часть из них достигла целей, поразив складские помещения, сельхозтехнику и оборудование предприятий промышленности. Фрагменты российского беспилотника упали на территории Румынии в районе деревни Плауру на правом берегу Дуная — напротив украинского города Измаил.
Утром того же дня иранскими беспилотниками была атакована Днепропетровская область. Пострадал инфраструктурный объект, возник пожар. Всего, по данным ВСУ, ночью и утром 4 сентября по Украине было запущено 32 беспилотника, из которых 23 удалось сбить.
Российская сторона заявила об уничтожении в северо-западной части Чёрного моря 4 надувных лодок с десантом ВСУ, направлявшихся к мысу Тарханкут, однако Reuters не смогло независимо подтвердить это заявление. Украинская сторона не прокомментировала заявление России.

### 5 сентября
Министерство обороны России сообщило о сбитии трёх беспилотников: в Калужской, Тверской и Московской областях. Мэр Москвы Сергей Собянин уточнил, что один из дронов был сбит в Истринском районе Московской области, а другой — в Тверской области в Завидово, недалеко от официальной резиденции президента России.

### 6 сентября
Утром российская армия нанесла по Украине удар ракетами и беспилотниками-камикадзе. Воздушные силы ВСУ сообщили о 33 воздушных целях, из которых 23 были уничтожены. Часть ракет, по данным местных властей, летела на Киев; сообщается, что все они были сбиты. В Киевской области от обломков сбитой ракеты пострадало торговое предприятие. В Одесской области беспилотниками был атакован Измаильский район. По данным местных властей, в нескольких населённых пунктах были разрушения и пожары; погиб сотрудник агропредприятия.
Днём на центральном рынке Константиновки Донецкой области взорвалась ракета. Погибли 15 человек, ранены 36. Согласно выводам OSINT-исследователей и расследованию The New York Times, ракета прилетела с северо-запада, что указывает на возможность нанесения удара по ошибке украинскими войсками; власти Украины возложили ответственность на Россию.

### 8 сентября

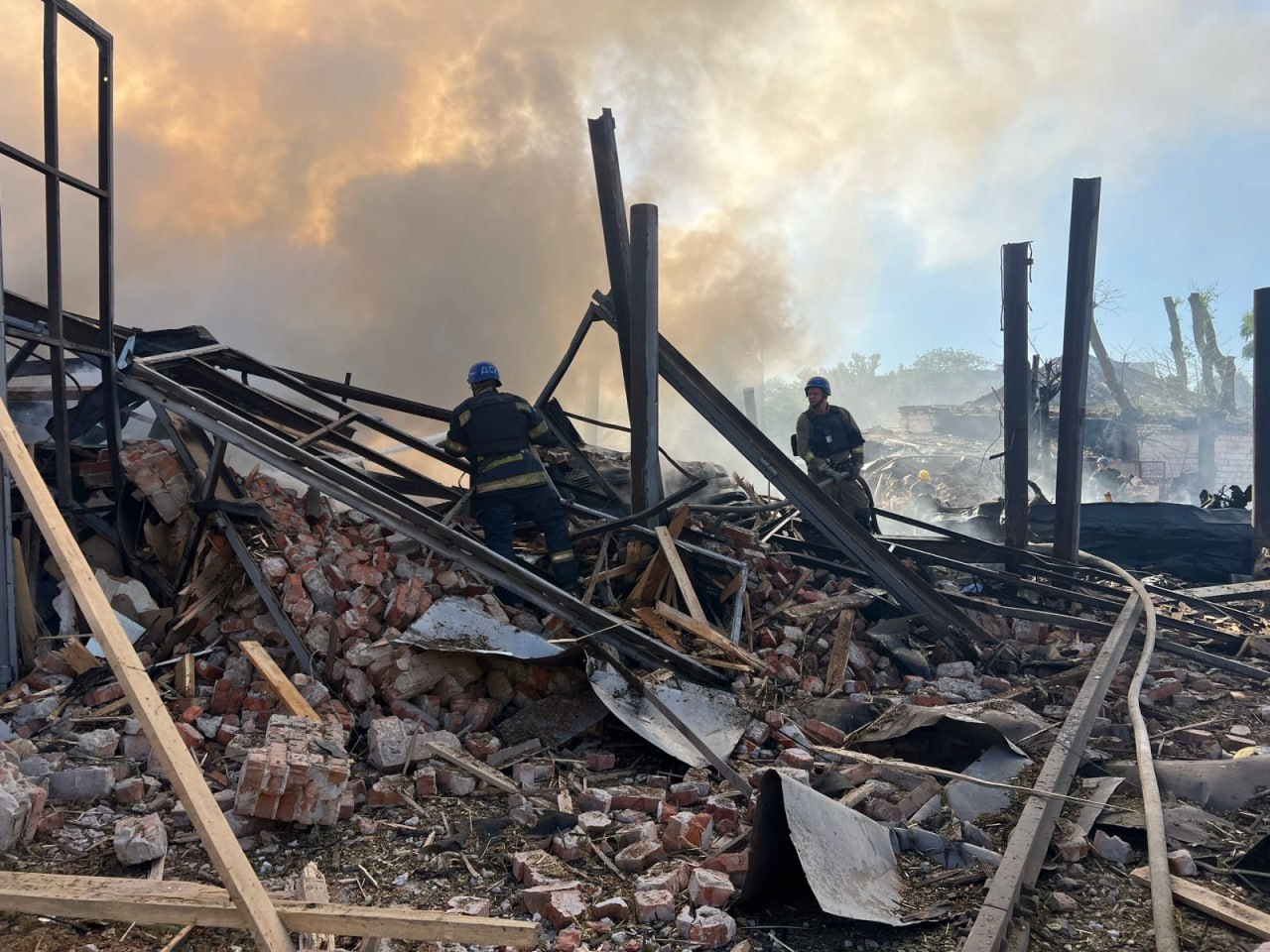
Разрушенное здание полиции в Кривом Роге

Российский ракетный удар по зданию полиции в Кривом Роге. По данным местных властей, всего пострадали 14 административных зданий, культовое сооружение, 17 многоквартирных, 4 частных дома и более 40 автомобилей. Один человек погиб, более 50 (в том числе 9 полицейских) пострадали.
В Херсонской области от российской авиабомбардировки погибли 3 мирных жителя.
В Брянске был атакован беспилотником завод «Кремний Эл» (крупный производитель военной микроэлектроники), возник пожар.

### 10 сентября
В ночь на 10 сентября российская армия нанесла удар иранскими беспилотниками по Киеву. По данным Воздушных сил ВСУ, было запущено 33 беспилотника, из которых 26 были сбиты. Обломки одного беспилотника попали в квартиру многоэтажного дома; от обломков другого, упавших на открытую местность, пострадал человек. В Киевской области был повреждён инфраструктурный объект. Кроме того, пострадали 8 частных домов и ряд других объектов.
В Донецкой области от российского обстрела погибли волонтёры гуманитарной организации Road to Relief — один из Канады и один из Испании. Ещё два волонтёра (из Германии и Швеции) получили ранения и ожоги.

### 11 сентября
Главное управление разведки Украины заявило о возврате под контроль страны четырёх «вышек Бойко» в Чёрном море, захваченных Россией ещё в 2014 году, и опубликовало видео высадки спецназа на одну из них. По сообщению ведомства, с вышек удалось забрать российский запас неуправляемых авиационных ракет и радиолокационную станцию «Нева». Рейды могли состояться 22 и 30 августа — в оба эти дня Министерство обороны России заявляло об уничтожении украинских катеров. 22 августа Минобороны опубликовало видео со стрельбой с самолёта по катеру, из которого невозможно установить, был ли катер уничтожен. ГУР Украины, в свою очередь, опубликовало кадры с дрона, на которых видно, что российский Су-30 промахнулся по меньшей мере один раз и был сам атакован украинской зенитной ракетой. По заявлению ГУР, самолёт был повреждён и прекратил бой. Судя по видео высадки, были захвачены как минимум два радиолокатора станции «Нева» и (впервые за всю войну) неповреждённая система радиоэлектронной борьбы российского производителя АО НВП «Протек».

### 13 сентября

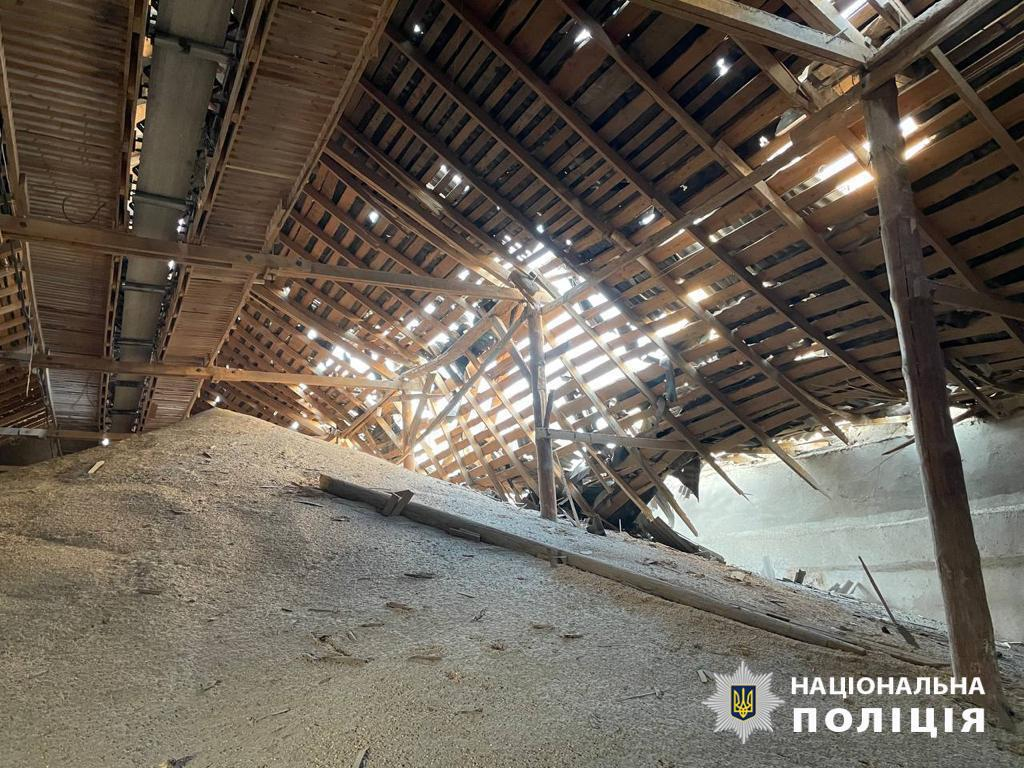
Разрушения в Одесской области после атаки 13 сентября

В ночь на 13 сентября российская армия нанесла удары беспилотниками по Одесской и Сумской областям. По данным командования Воздушных сил ВСУ, было запущено 44 беспилотника, из которых 32 были сбиты. Повреждена припортовая инфраструктура (в том числе склады для зерна и ёмкости для масла), загорелась стоянка грузового транспорта. Ранены 7 гражданских водителей.
После обстрела Одесской области на смежной территории Румынии в очередной раз нашли обломки предполагаемого российского беспилотника. Министерство иностранных дел страны выразило протест и намерено вызвать главу российской дипломатической миссии.
Украина нанесла ракетный удар по Севастопольскому морскому заводу. Российское Минобороны заявило, что по заводу были выпущены 10 крылатых ракет, а по кораблям российского Черноморского флота — 3 безэкипажных катера. По словам ведомства, 7 ракет и все катера были уничтожены, но остальные ракеты повредили два находившихся на ремонте корабля. В соцсетях распространились съёмки пожаров и взрывов. По данным телеграм-каналов, повреждены большой десантный корабль «Минск» и дизель-электрическая подводная лодка «Ростов-на-Дону», стоявшие в сухом доке; 26 сотрудников завода пострадали и двое погибли. Главное управление разведки Минобороны Украины тоже заявило о поражении большого десантного корабля и подводной лодки.

### 14 сентября
В ночь на 14 сентября российская армия, по данным украинских военных, нанесла удар беспилотниками по Николаевской, Запорожской, Днепропетровской и Сумской областям. По данным командования Воздушных сил ВСУ, было запущено 22 беспилотника, из которых 17 были сбиты. В Сумской области местные власти сообщили о повреждении продуктового магазина и неработающей бани. В Днепропетровской области повреждены несколько частных домов, хозяйственных построек и автомобили.
Украинские войска нанесли удар по российской системе ПВО С-400 под Евпаторией. В соцсетях распространились фото и видео взрывов. Удар был подтверждён спутниковыми снимками. СБУ заявила, что сначала радары и антенны комплекса были выведены из строя беспилотниками, а потом по пусковым установкам ударили ракетами «Нептун». Минобороны РФ заявило об уничтожении в Крыму 11 украинских беспилотников самолётного типа и 5 безэкипажных катеров, атаковавших патрульный корабль «Сергей Котов».
По данным украинских источников, украинский морской беспилотник около Севастополя поразил российский ракетный корабль «Самум». Заявляется, что корабль потерял ход и был отбуксирован на ремонт. Минобороны РФ заявило, что атака на корабль была отражена.
Часть Крымского моста, повреждённая взрывом в июле, была открыта для движения автомобилей.
На Украине открылся полевой офис Международного уголовного суда — крупнейшее его иностранное представительство. Сотрудники суда работают в стране с мая 2022 года.

### 15 сентября
Российская армия атаковала Украину беспилотниками, которые были запущены из Приморско-Ахтарска в сторону Хмельницкой области (возможно, на аэродром Староконстантинов). По данным командования Воздушных сил ВСУ, были запущены 17 беспилотников, все из которых удалось сбить.
Украинский генштаб объявил о возвращении под контроль Украины Андреевки в Донецкой области.

### 17 сентября
Очередной российский обстрел Украины крылатыми ракетами и беспилотниками. По данным Воздушных сил ВСУ, было выпущено 10 ракет Х-101/Х-555/Х-55 и 6 ударных беспилотников «Шахед-136/131». Все беспилотники и 6 ракет, как сообщается, были сбиты. Удар был нанесён в первую очередь по Одесской области, где пострадало аграрное предприятие (по данным местной прессы, зернохранилище в Березовском районе).

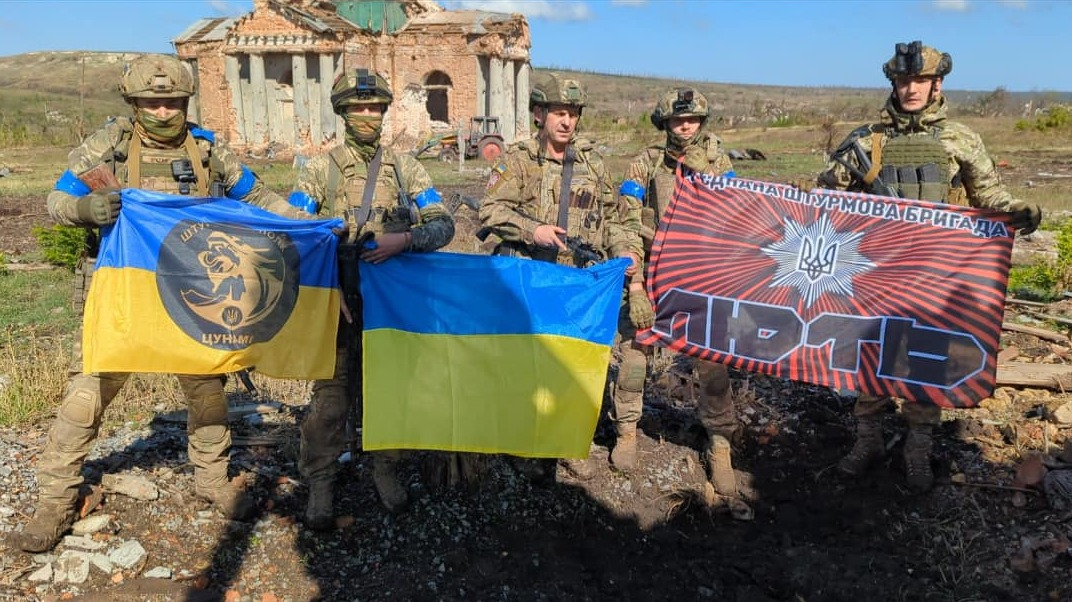
Украинские военные в Клещиевке

Военные и президент Украины объявили об освобождении села Клещиевка Донецкой области, которое называют ключом от Бахмута.
По сообщению Минобороны РФ, российские войска нанесли ракетный удар по харьковскому заводу, где ремонтировалась украинская бронетехника. Глава области Олег Синегубов же заявил об ударе России четырьмя ракетами по гражданскому предприятию в Харькове.

### 18 сентября
В ночь на 18 сентября российская армия нанесла очередной удар беспилотниками по Одесской и Николаевской областям. По данным украинских военных, были запущены 24 беспилотника, из которых 18 удалось сбить. Кроме того, по территории Украины были выпущены 17 крылатых ракет, все из которых, как сообщается, были сбиты.
Международный суд ООН в Гааге начал рассмотрение иска Украины против России, поданного вскоре после нападения.

### 19 сентября

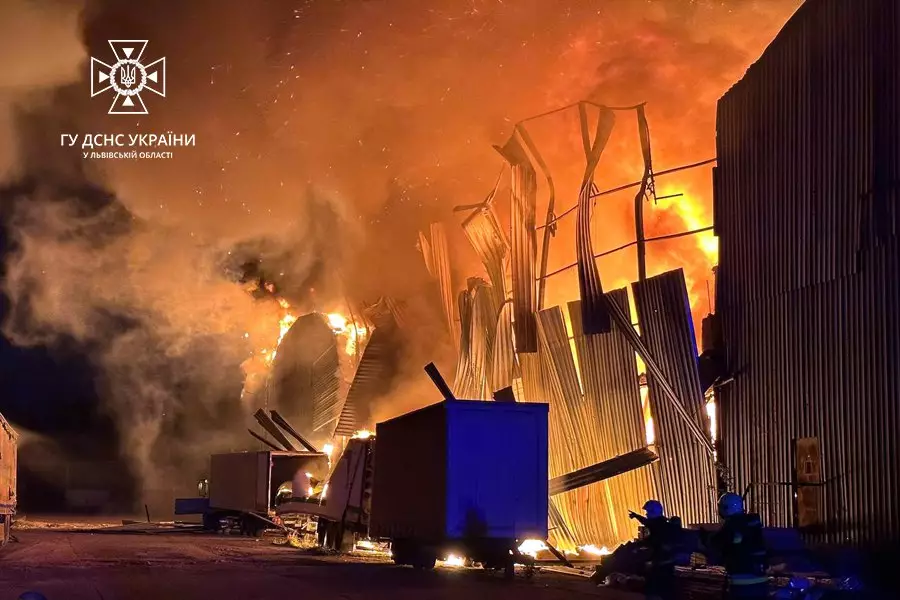
Пожар на складе во Львовской области после удара

В ночь на 19 сентября российская армия совершила очередную атаку Украины беспилотниками. По данным украинских военных, были запущены 30 ударных беспилотников, 27 из которых удалось сбить. Кроме того, из Крыма в направлении Кривого Рога была выпущена ракета «Искандер-М».
Под ударом были Львов (самая длительная атака на него с начала войны), Кривой Рог и Николаевская область. Власти Львовской области сообщили, что на неё летели 18 дронов, из которых удалось сбить 15. В результате атаки загорелись промышленные склады (один сотрудник склада убит; из-под завалов спасли двух человек, одного из которых — в тяжёлом состоянии). По словам мэра города, уничтожены склады окон, бытовой химии и склад гуманитарной помощи благотворительной организации Caritas-Spes. Эта организация сообщила об уничтожении примерно 300 тонн гуманитарной помощи, среди которой были зимние вещи, обувь, еда и генераторы, предоставленные в том числе Ватиканом. В Кривом Роге загорелось многоэтажное здание. В Николаевской области, где было сбито около 10 беспилотников, от обломков пострадала техника сельхозпредприятия.
Министерство обороны РФ заявило об уничтожении вечером 19 сентября на территории Орловской и Белгородской областей БПЛА, запущенных украинской стороной. Губернаторы обоих регионов заявили, что по итогам атак жертв и разрушений нет. Reuters не смогло подтвердить или опровергнуть эти заявления. 

### 20 сентября
Очередная российская ночная атака Украины беспилотниками. Генштаб ВСУ сообщил о запуске 24 беспилотников, 17 из которых были сбиты. Один беспилотник попал в Кременчугский нефтеперерабатывающий завод, вызвав пожар. НПЗ временно приостановил работу.
Украинские военные заявили о поражении командного пункта российского Черноморского флота около крымского села Верхнесадовое. Спутниковые снимки подтвердили уничтожение одного из зданий на территории объекта. Российские власти заявили, что ракеты были перехвачены, а дым вызван возгоранием травы.
Губернатор Севастополя Михаил Развожаев заявил о предотвращении ракетного удара по городу средствами ПВО и о сбитии нескольких БПЛА. В Сочи около аэропорта загорелся резервуар с дизельным топливом, вероятно, от удара беспилотника.
Вступил в силу новый пакет санкций Канады против ряда российских лиц и организаций. Под санкции попали, в частности, МГИМО, Высшая школа экономики, Русское географическое общество, дискуссионный клуб «Валдай», «Юнармия», «Молодая гвардия Единой России», «Движение первых», издания «Взгляд» и «Комсомольская правда».

### 21 сентября

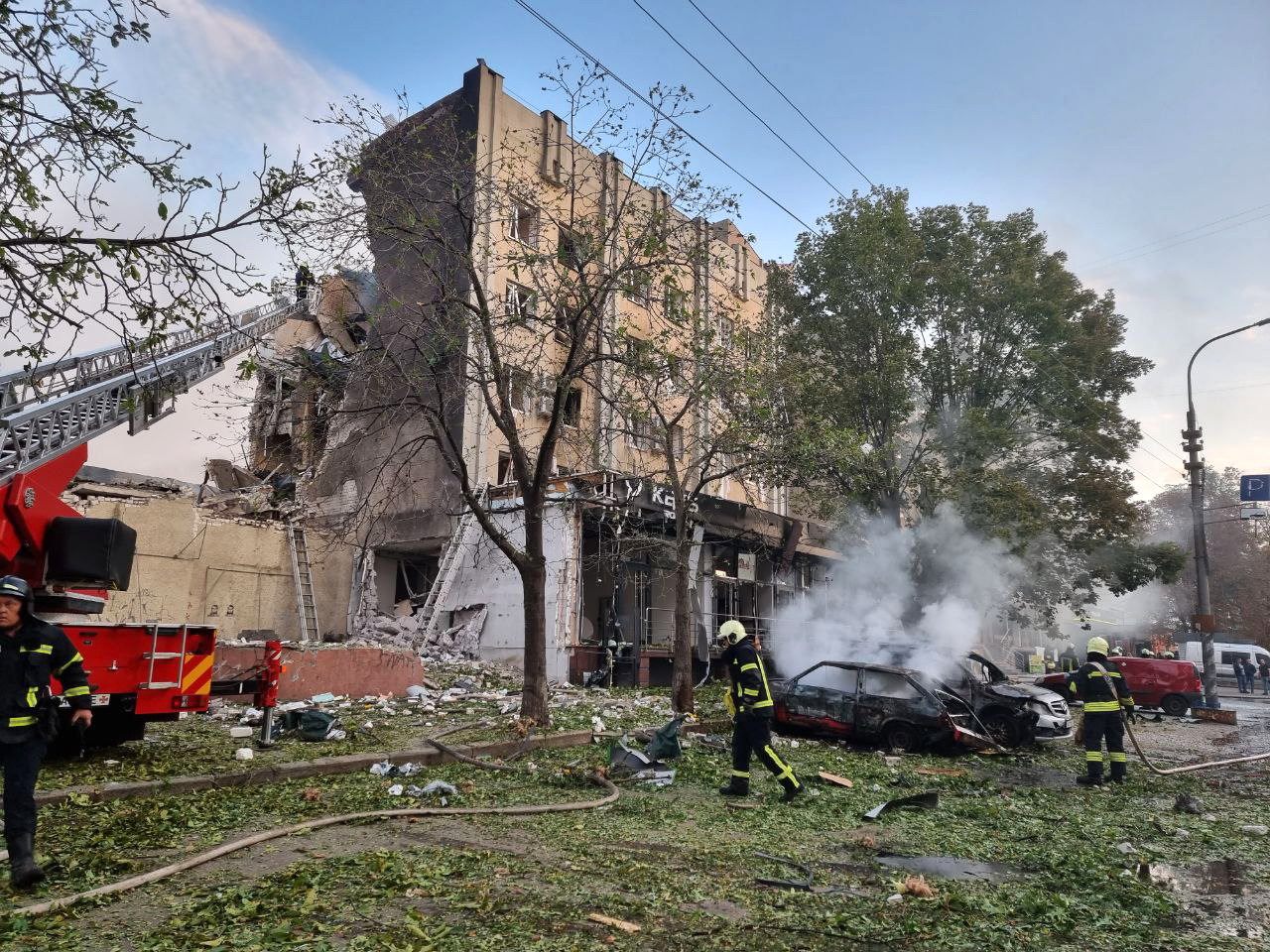
Гостиница в Черкассах, повреждённая обломками сбитой ракеты

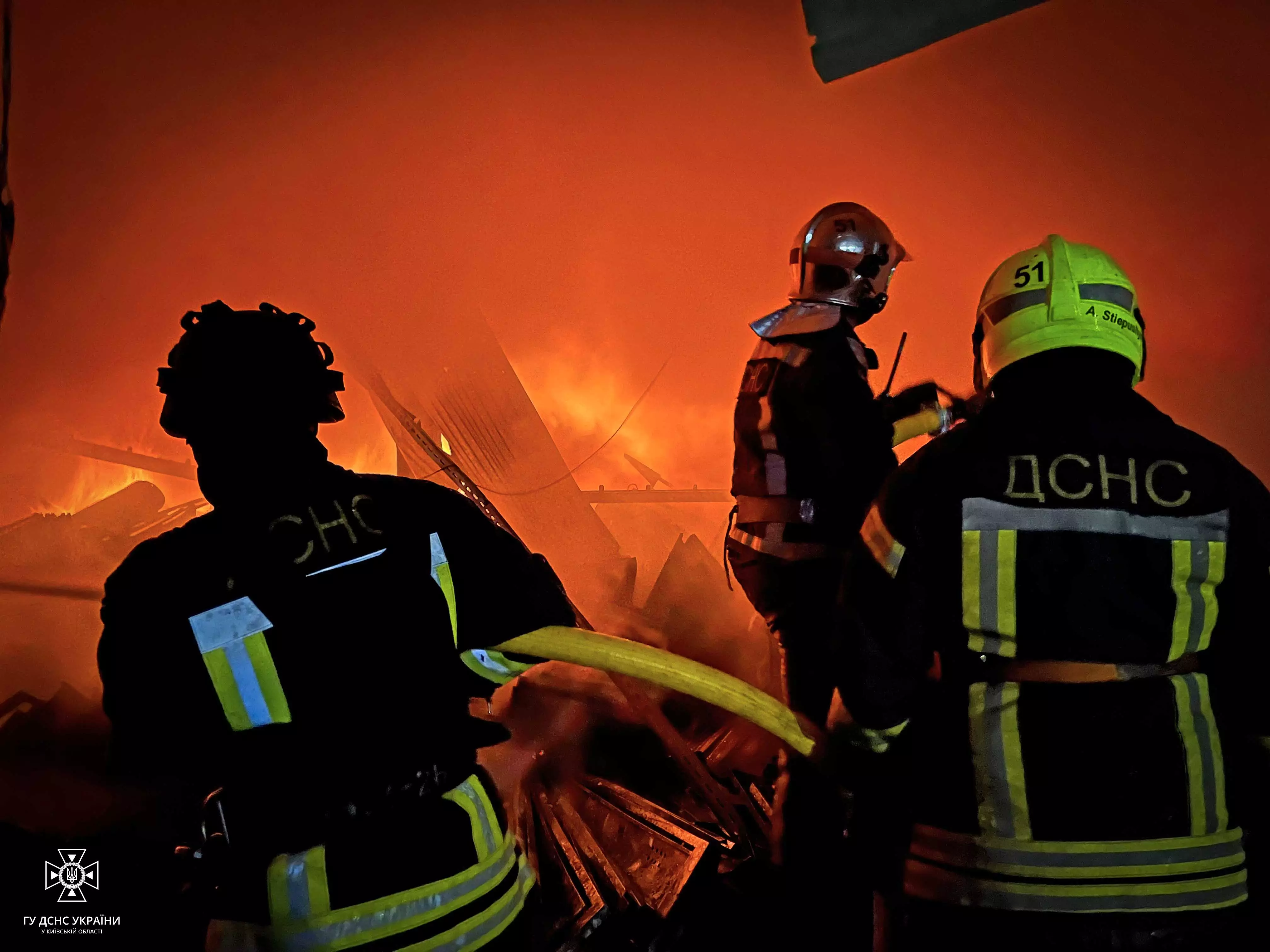
Пожар на предприятии в Киевской области, вызванный обломками сбитой ракеты

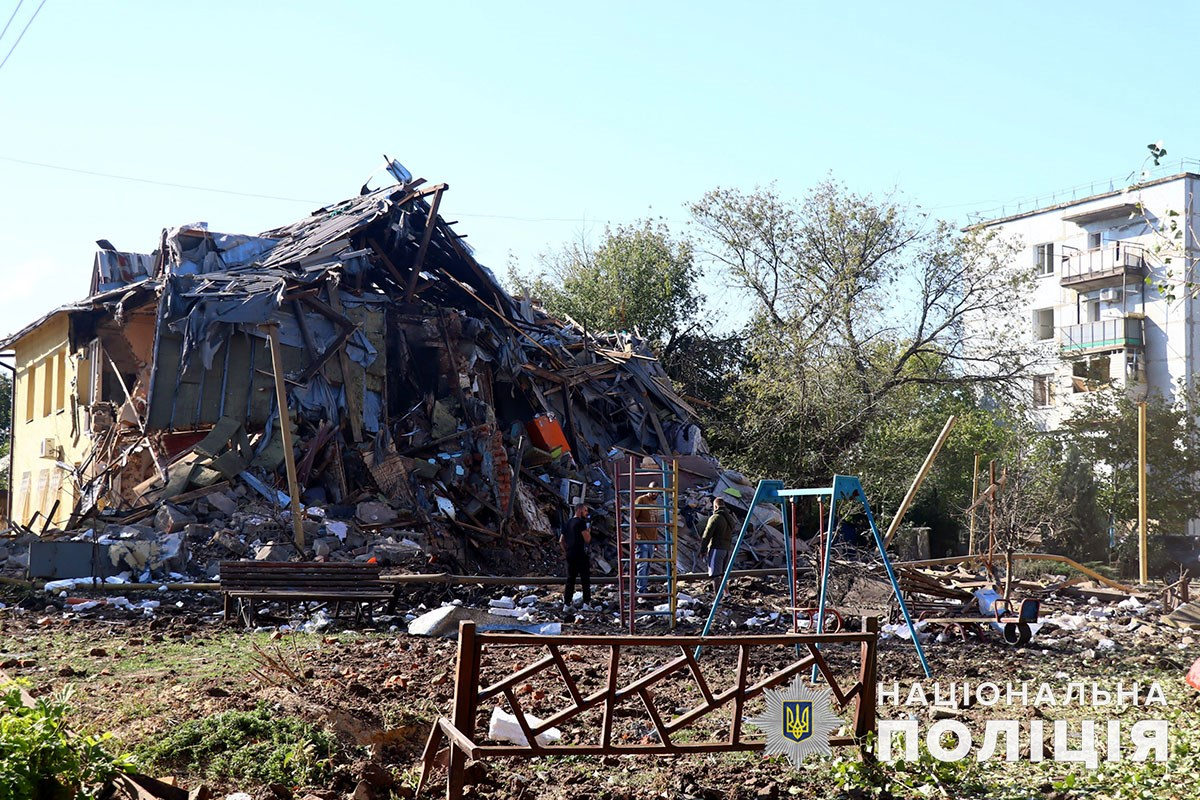
Дом в Курахово после обстрела

Ночью российская армия совершила массированный ракетный обстрел Украины. По данным Воздушных сил ВСУ, были запущены 43 ракеты, из которых 36 были сбиты.  По данным «Укрэнерго», это была первая атака на энергетическую инфраструктуру Украины за полгода; произошли отключения электроэнергии в Ровненской, Житомирской, Киевской, Днепропетровской и Харьковской областях. По информации МВД и региональных чиновников, взрывы были в Киеве, Черкасской, Харьковской, Хмельницкой, Ровенской, Винницкой, Львовской и Ивано-Франковской областях.
В Черкассах боевая часть сбитой ракеты разрушила гостиницу и торговые павильоны, возник пожар, пострадали 11 человек. В районе Киева, по данным местных властей, было уничтожено более 20 воздушных целей, падающие обломки повредили в городе жилой дом, нежилые помещения и газовую трубу, пострадали 7 человек. В Киевской области обломки сбитых ракет вызвали пожары на предприятиях (в том числе на заводе PepsiCo) и повредили частные дома, пострадали два человека. В Харькове шестью ракетами был разрушен склад. Во Львовской области повреждены промышленный объект в Дрогобыче и частный дом. Есть повреждения и в Ровненской области. Кроме того, утром российские военные обстреляли из артиллерии Херсон, где погибли 3 человека и ранены 5. Вечером был нанесён ракетный удар по Одесской области, местные власти сообщили о повреждении рекреационной инфраструктуры в Белгород-Днестровском районе.
СБУ заявила об ударе по крымскому военному аэродрому «Саки» беспилотниками и ракетами «Нептун». Жители Крыма сообщали о взрывах, в том числе в районе аэродрома. Минобороны России заявило, что над Крымом и Чёрным морем были сбиты 19 беспилотников.
Вечером российская армия ударила по городу Курахово Донецкой области — по данным следствия, двумя ракетами «Искандер». Повреждены дома, гаражи и автомобили; ранены 16 человек.
Украинские военные впервые преодолели линию российской обороны в Запорожской области около Работино и смогли провести через брешь бронетехнику.

### 22 сентября

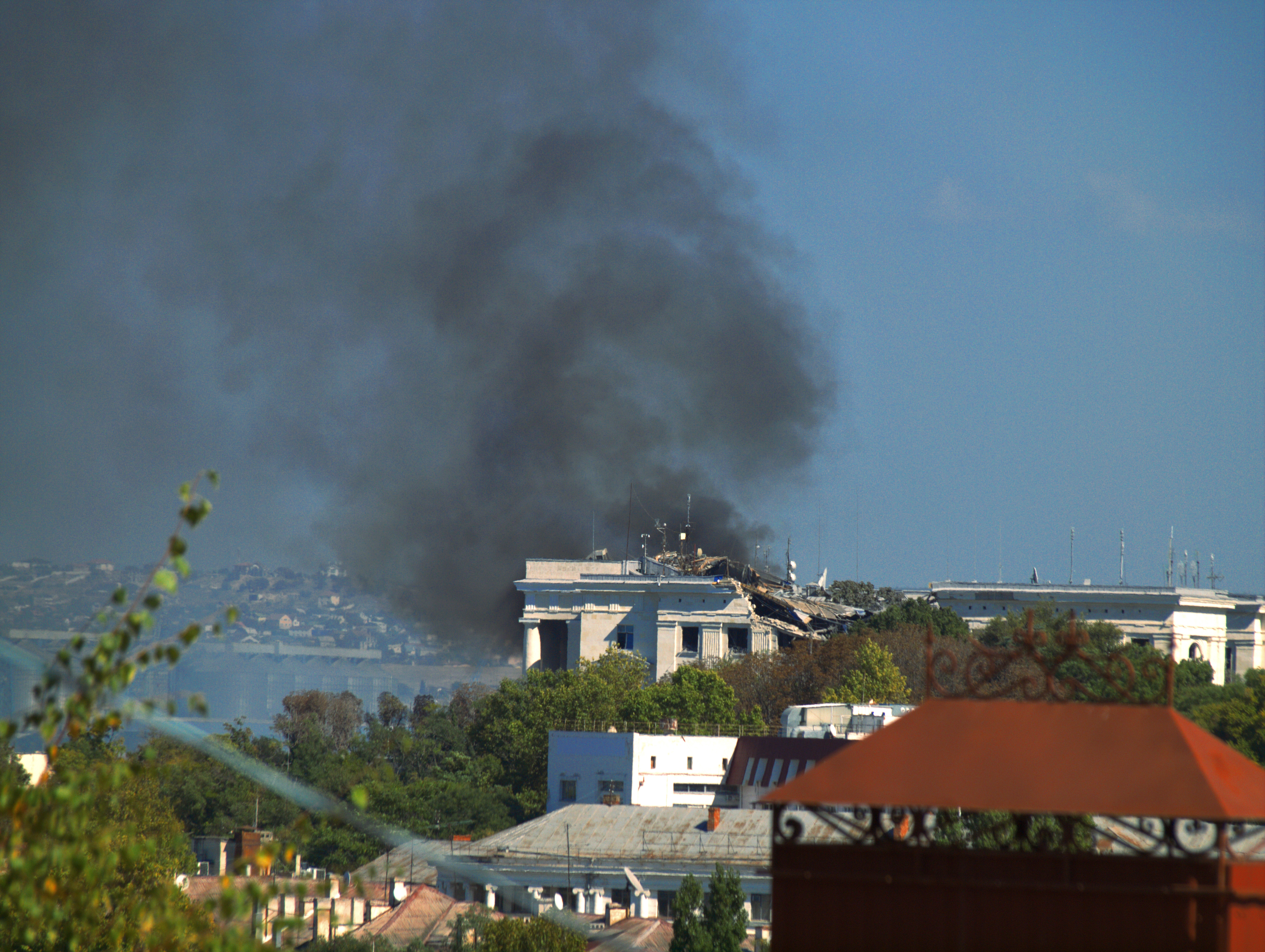
Штаб Черноморского флота в Севастополе после удара

Утром российская армия обстреляла Херсон. Погиб один человек и ранены два.
Украинские войска нанесли ракетный удар по штабу Черноморского флота РФ в Севастополе. Здание частично разрушено. Российское Минобороны заявило, что один военнослужащий пропал без вести, украинская разведка заявила, что погибли по меньшей мере 9 человек из руководства штаба и ранены 16.
К вечеру российская армия нанесла ракетный удар по гражданскому объекту в Кременчуге, из-за чего убит 1 человек и ранены 31.

### 23 сентября
В ночь на 23 сентября российская армия совершала очередной обстрел Украины ракетами и беспилотниками. По данным украинских военных, из Приморско-Ахтарска на Днепропетровскую и Запорожскую области было запущено 15 ударных беспилотников «Шахед», из которых удалось сбить 14 (в том числе 12 — в Днепропетровской области). По данным местных властей, в Днепре повреждён объект критической инфраструктуры. По Одесской области был нанесён удар ракетами «Оникс». Местные власти сообщают, что две ракеты поразили рекреационную зону, не вызвав критических разрушений.
В Севастополе вновь прозвучали взрывы. Российские власти города заявили о сбитой ракете. Телеграм-канал «Рыбарь» заявил об украинском ударе шестью ракетами «Нептун», из которых две поразили причалы в бухтах Голландия и Сухарная, а остальные были сбиты. Местные жители сообщали о взрывах в районе Троицкой балки — рядом со стоянками кораблей и 13-м судоремонтным заводом.

### 24 сентября
Украинская разведка сообщила об атаке на здание ФСБ и нефтеперерабатывающий завод в Курске. Удар по зданию ФСБ был заснят очевидцами. Российские блогеры заявили, что был атакован и городской аэродром Халино: от взрыва беспилотника, посаженного средствами радиоэлектронной борьбы, погибли осматривавшие его военные.

### 25 сентября

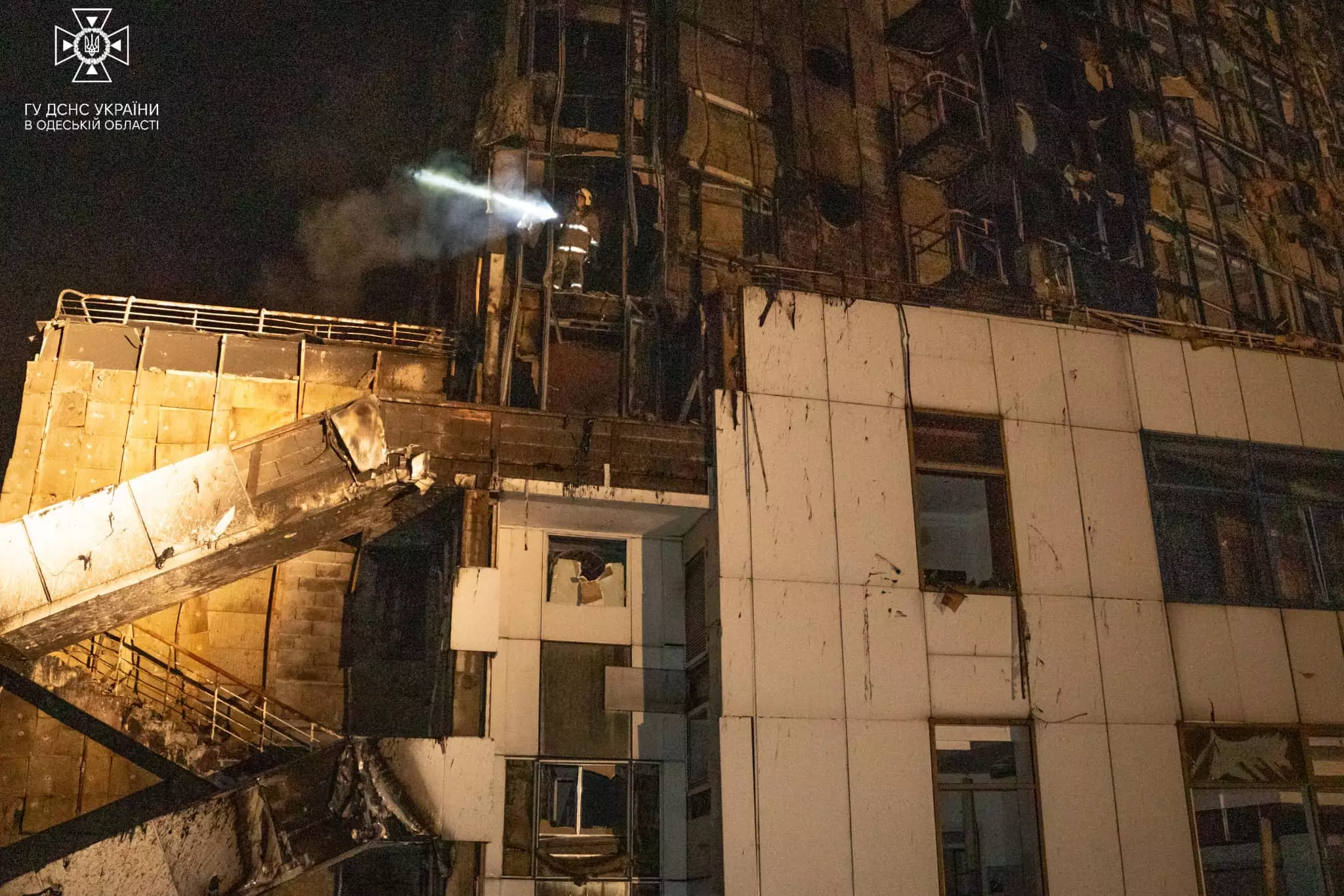
Гостиница «Одесса» после удара

В ночь на 25 сентября российская армия обстреляла ракетами и беспилотниками Одесскую область. По данным Воздушных сил ВСУ, было выпущено 12 крылатых ракет «Калибр», 2 ракеты «Оникс» и 19 беспилотников; все беспилотники и 11 ракет «Калибр» были сбиты. Повреждена припортовая инфраструктура Одессы, частично разрушены морской вокзал, гостиница «Одесса» и зернохранилища. Погибли два работника склада с зерном. Обломки сбитых ракет и беспилотников вызвали разрушения рядом с городом.
По данным местных властей, российские самолёты сбросили 4 авиабомбы на Берислав (Херсонская область). Разрушены ЖЭК и жилой дом, погибли три человека и пострадал ещё один.

### 26 сентября
Очередная российская атака беспилотников на Одесскую область. Воздушные силы ВСУ заявили о запуске 38 беспилотников, 26 из которых были сбиты. По данным местных властей, повреждена портовая инфраструктура в Измаильском районе, пострадали склады и около 30 грузовиков, ранены двое водителей. Повреждён пункт пропуска в Орловке на границе с Румынией. Министерство обороны Румынии осудило атаку.
Неоднократные российские удары по Херсону. По данным местных властей, на Корабельный район была сброшена управляемая авиационная бомба. Всего обстрелами города за день ранены 6 человек.

### 28 сентября
Очередная ночная российская атака Украины беспилотниками-камикадзе «Shahed 136/131». По данным Воздушных сил ВСУ, из Краснодарского края и Крыма было запущено 44 беспилотника, из которых 34 удалось сбить.
По данным британской разведки, около Токмака (Запорожская область) с высокой долей вероятности российская ПВО сбила российский же истребитель Су-35С. О сбитом самолёте писали и украинские, и российские источники. Всего Россия на то время потеряла на Украине 5 таких самолётов.

### 30 сентября
Очередная ночная российская атака Украины беспилотниками-камикадзе «Shahed 136/131». По данным Воздушных сил ВСУ, было запущено около 40 беспилотников, из которых 30 удалось сбить. В Винницкой области беспилотник попал в объект инфраструктуры, возник пожар. Как сообщается, в Винницкой области сбиты 20 беспилотников, в Одесской — 6, в Николаевской — 4.
Всего в сентябре российская армия запустила по Украине 503 беспилотника «Шахед», что стало рекордным количеством с начала войны. 396 из них, как сообщается, были сбиты.